# Autographa jota
Autographa jota là một loài bướm đêm trong họ Noctuidae.

## Hình ảnh

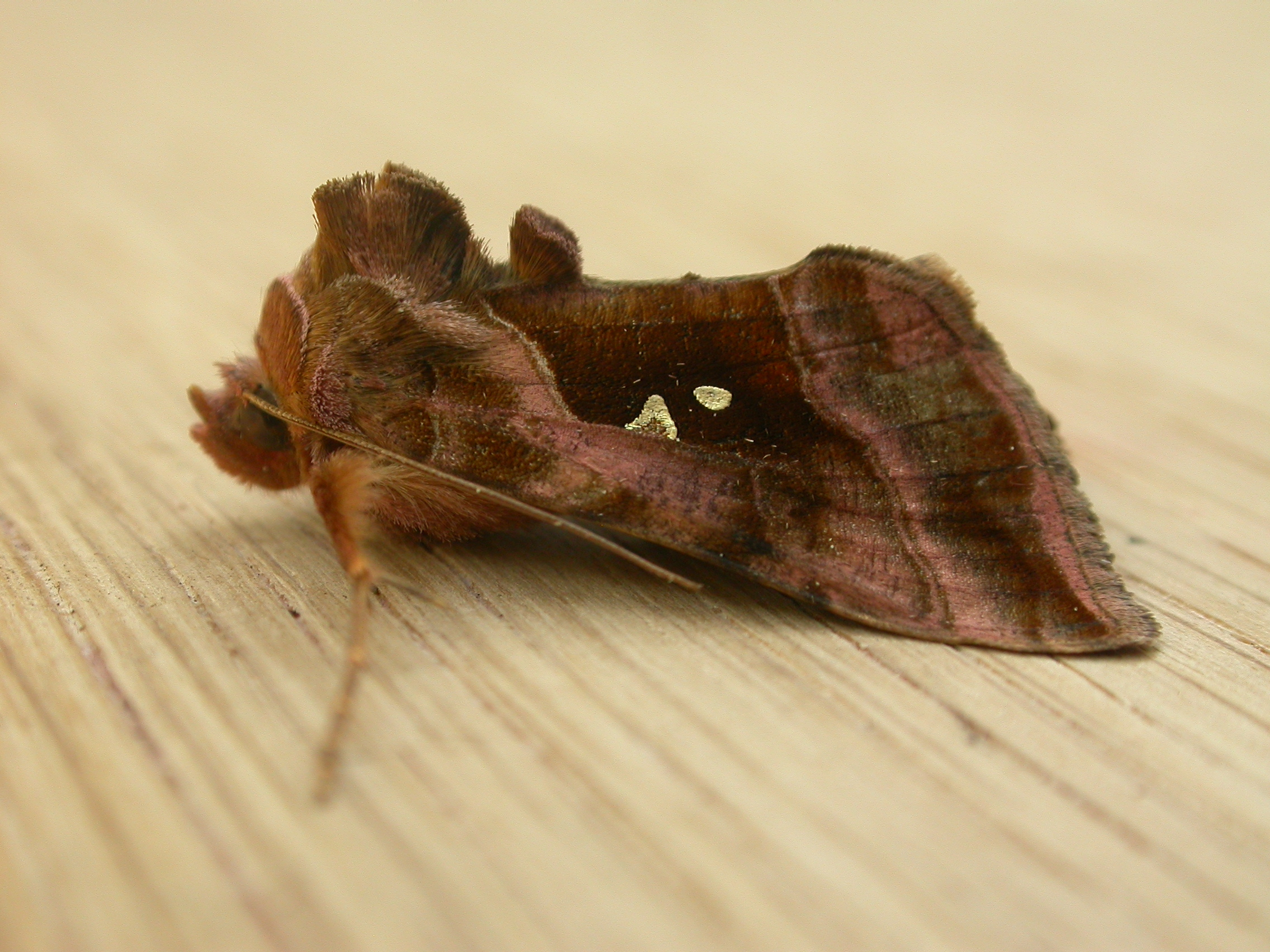
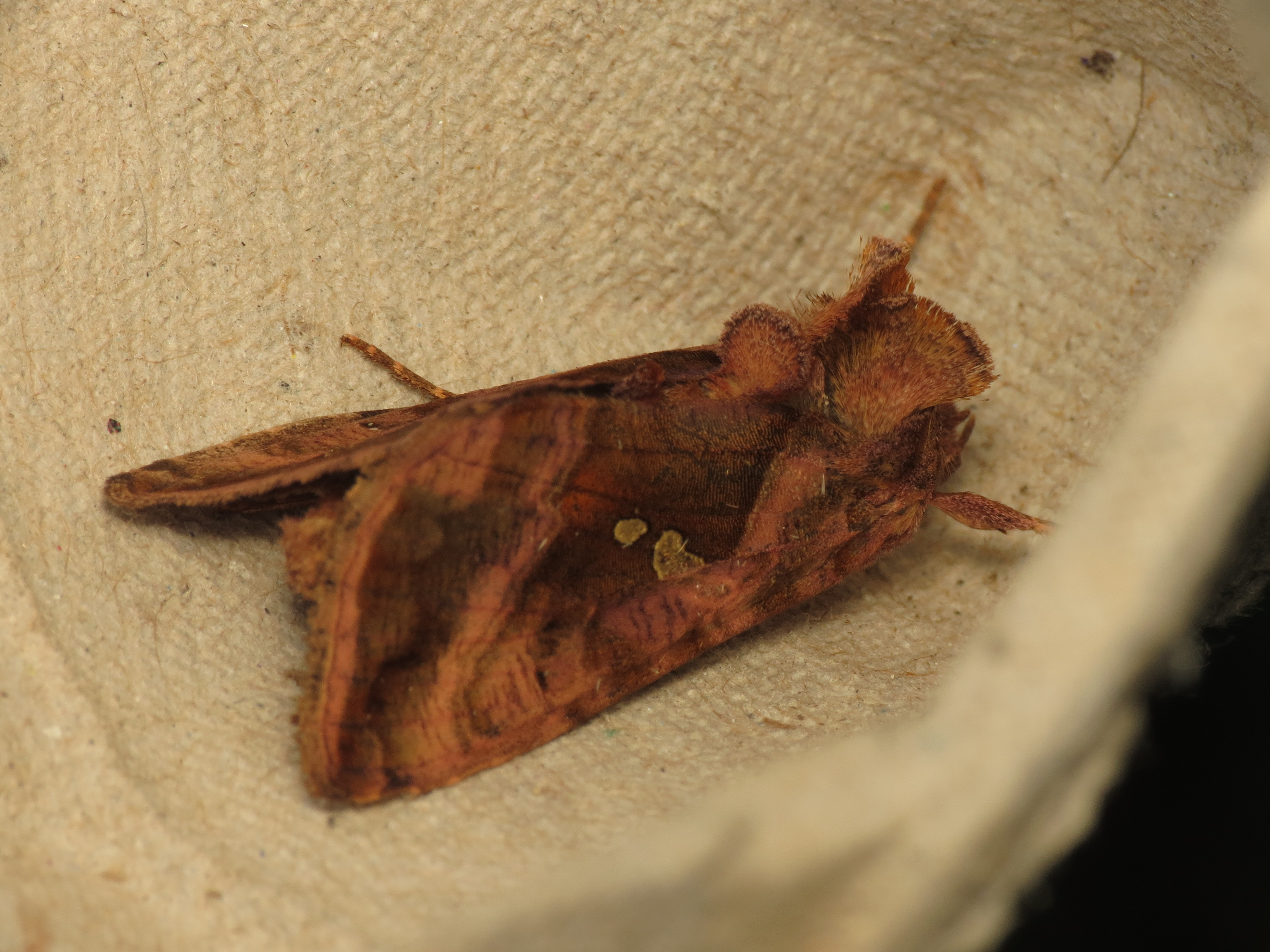
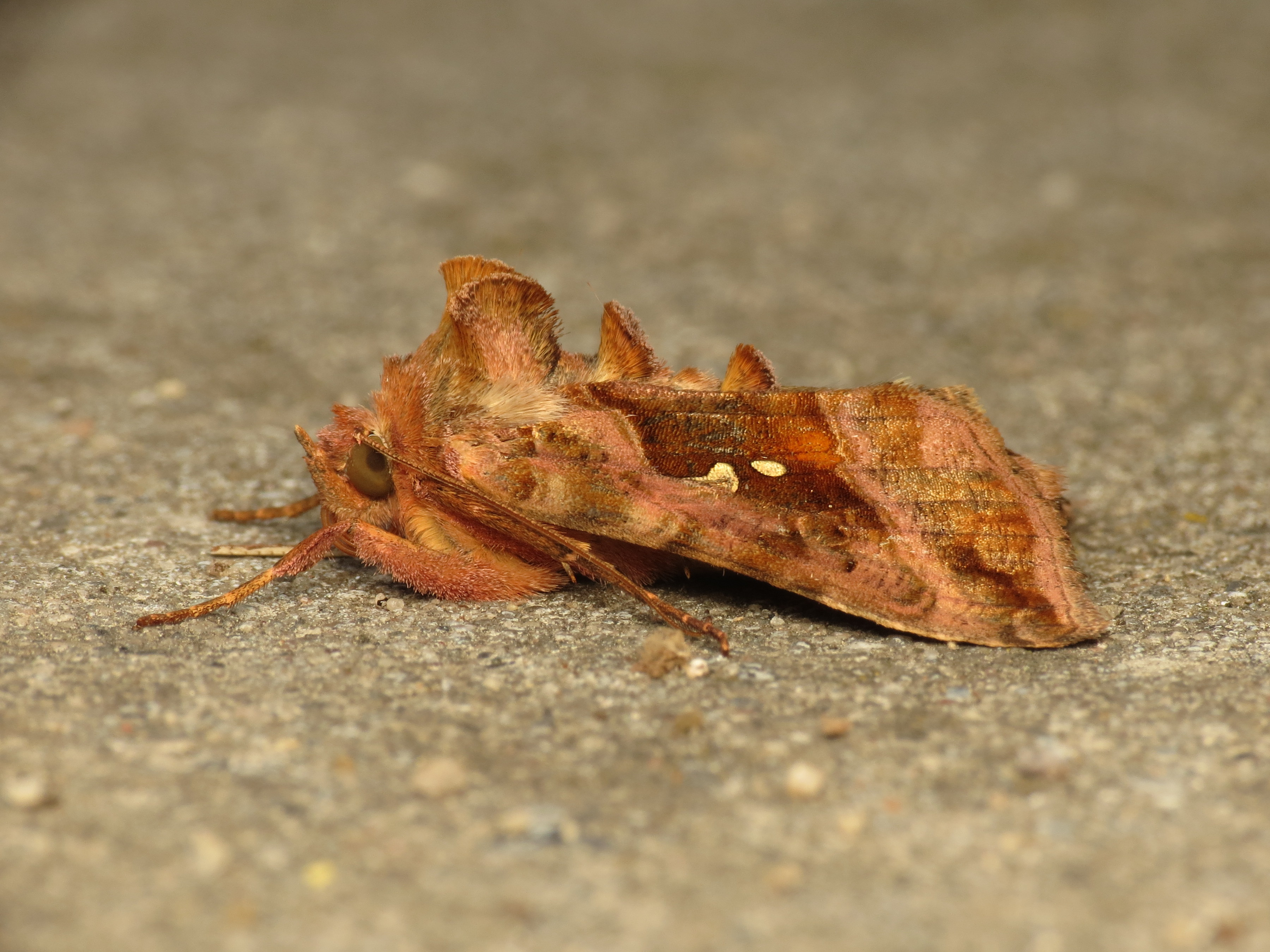
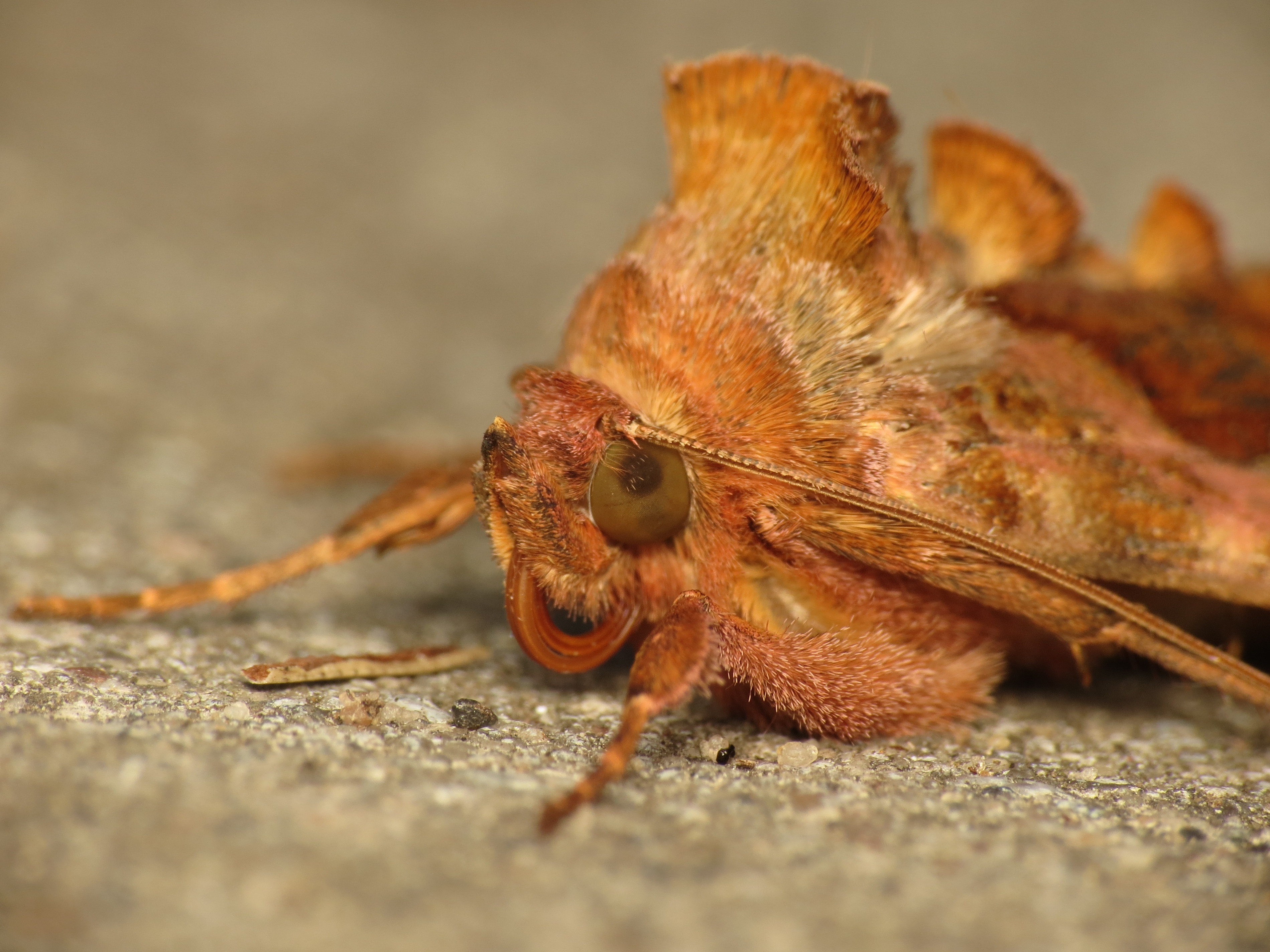